# IAAF Race Walking Challenge Final 2011
5. IAAF Race Walking Challenge Final – zawody lekkoatletyczne w chodzie sportowym, które odbyły się 17 września 2011 w mieście A Coruña. Impreza była ostatnią odsłoną cyklu Race Walking Challenge w sezonie 2011. Rywalizowano w chodzie na 10 kilometrów. 

## Rezultaty
| Poz. | Zawodnik            | Rezultat |
| ---- | ------------------- | -------- |
| 1.   | Walerij Borczin     | 38:43    |
| 2.   | Wang Zhen           | 38:50    |
| 3.   | Chu Yafei           | 39:07    |
| 4.   | João Vieira         | 39:10    |
| 5.   | Eder Sánchez        | 39:14    |
| 6.   | Robbie Heffernan    | 39:15    |
| 7.   | Isamu Fujisawa      | 39:19    |
| 8.   | Luke Adams          | 39:46    |
| 9.   | Ever Palma Olivares | 39:47    |
| 10.  | Jared Tallent       | 39:49    |

| Poz. | Zawodniczka      | Rezultat |
| ---- | ---------------- | -------- |
| 1.   | Olga Kaniskina   | 42:39    |
| 2.   | Liu Hong         | 42:57    |
| 3.   | Melanie Seeger   | 42:57    |
| 4.   | Ana Cabecinha    | 43:15    |
| 5.   | Susana Feitor    | 43:15    |
| 6.   | Beatriz Pascual  | 43:49    |
| 7.   | María José Poves | 44:15    |
| 8.   | Gao Ni           | 44:20    |
| 9.   | Inês Henriques   | 44:28    |
| 10.  | Olive Loughnane  | 44:30    |